# Sebasmia templetoni
Sebasmia templetoni là một loài bọ cánh cứng trong họ Cerambycidae.